# 국제평화주의
국제평화주의(國際平和主義)는 대한민국 헌법의 기본원칙 중 하나이다. 헌법은 전문에서
밖으로는 항구적인 세계평화와 인류공영에 이바지함으로써

라 하고, 제5조 1항에서
대한민국은 국제평화의 유지에 노력하고 침략적 전쟁을 부인한다

라고 하여 평화주의를 표방하고 있으며, 2항에서
국군은 국가의 안전보장과 국토방위의 신성한 의무를 수행함을 사명으로 하며

라고 하여 국군의 사명을 자위전쟁에 국한시키고 있다. 이러한 대한민국 헌법에서의 평화주의는 국제적인 차원에서뿐만 아니라 한반도문제에도 그대로 적용된다. 전문의
조국의 민주개혁과 평화적 통일의 사명에 입각하여

라는 규정과 제66조 3항의
대통령은 조국의 평화적 통일을 위한 성실한 의무를 진다

라는 규정, 제69조
대통령은 취임에 즈음하여…조국의 평화적 통일과…선서합니다

라는 규정 및 제92조 1항
평화통일정책의 수립에 관한 대통령의 자문에 응하기 위하여 민주평화통일자문회의를 둘 수 있다

라는 규정들은 대한민국 헌법이 조국의 평화적 통일을 지향하고 있음을 말해주는 것이다. 또 제6조 1항의
헌법에 의하여 체결·공포된 조약과 일반적으로 승인된 국제법규(國際法規)는 국내법(國內法)과 같은 효력을 가진다

라는 규정에 의하여 국제법 존중주의가 구체화되고 있다. 국민의 안전과 자유와 행복은 비단 국가권력에 의하여만 위협을 받고 있는 것이 아니라 전쟁·국제분쟁에 의하여도 침해를 받게 될 가능성이 크기 때문에 기본권존중주의와 더불어 국제평화주의는 민주주의의 본질적 가치 내용인 인간의 존엄을 보장하고 실현하는 원리로 되는 것이다.